# Cantón de Toulouse-12
El cantón de Toulouse-12 (en francés canton de Toulouse-12) era una división administrativa francesa, que estaba situada en el departamento de Alto Garona, de la región de Mediodía-Pirineos.

## Composición
El cantón estaba formado una fracción de la comuna de Toulouse.

## Supresión del cantón
En aplicación del decreto n.º 2014-152 del 13 de febrero de 2014, el cantón de Toulouse-12 fue suprimido el 1 de abril de 2015 y su fracción de comuna pasó a formar parte del nuevo cantón de Toulouse-6.